# Luana Bühler
Luana Bühler (Wolhusen, 28 aprile 1996) è una calciatrice svizzera, difensore del Tottenham e della nazionale svizzera.

## Biografia
Nel 2019 ha conseguito la laurea in economia aziendale presso l'Università di Zurigo. In seguito ha conseguito un master nella stessa materia.

## Carriera

### Club
Bühler ha giocato nelle giovanili maschili del FC Schötz dall'età di nove anni fino al 2012. Nel luglio di quell'anno si è trasferita al SC Kriens nella Nationalliga A, dove ha giocato la sua prima partita con la prima squadra in Coppa di Svizzera nel novembre dello stesso anno. Nel 2014 la sua squadra è stata integrata nell'FC Lucerna. Nel 2016 ha dovuto fermarsi per quasi un anno a causa del secondo infortunio al legamento crociato dopo il 2011. Nel 2017 si è trasferita al FC Zürich, per il quale ha giocato anche in Champions League. Nel 2018 ha vinto il double con il club. Nell'estate del 2018 è passata in Germania al TSG 1899 Hoffenheim in Bundesliga. Ha giocato in tutto cento partite, per poi annunciare al termine della stagione 22/23 di non voler rinnovare con la squadra tedesca. Per la stagione 2023/24, è stata ingaggiata dal  Tottenham Hotspur, che milita nella prima divisione inglese, con un contratto fino al 30 giugno 2025.

### Nazionale
Bühler inizia ad essere convocata dalla federazione calcistica della Svizzera (Associazione Svizzera di Football, Association Suisse de Football, Schweizerischer Fussballverband, Associaziun Svizra da Ballape - ASF-SFV) nel 2012, inserita in rosa dal tecnico Monica Di Fonzo con la formazione Under-17 impegnata nelle fasi di qualificazione all'edizione 2013 del campionato europeo di categoria, a quel tempo ancora disputato in Svizzera. Bühler fa il suo esordio nel torneo il 19 ottobre 2012, nell'incontro dove la Svizzera si impone sulla Bulgaria per 11-0. Condivide con le compagne il percorso che vede la sua nazionale chiudere al primo posto il gruppo 1 della prima fase eliminatoria, tuttavia, inserita nel gruppo 4 nella successiva fase élite, la Svizzera non riesce ad essere sufficientemente competitiva chiudendo, con una sola vittoria e due sconfitte, all'ultimo posto, mancando di conseguenza l’accesso alla fase finale.
Nel 2014 arriva la convocazione in Under-19, in occasione delle qualificazioni all'Europeo di Israele 2015. In quell'occasione il tecnico Markus Frei la impiega in tutti i sei incontri disputati dalla Svizzera, che dopo aver chiuso al primo posto il gruppo 11 nella fase preliminare, non riesce ad essere altrettanto efficace nella fase élite, concludendo al terzo posto il gruppo 4 e mancando così l'accesso alla fase finale.
Nel 2018 Martina Voss-Tecklenburg, commissario tecnico della nazionale maggiore, decide di inserirla in rosa con la squadra impegnata nell'edizione 2018 della Cyprus Cup, torneo vede la Svizzera concludere al quarto posto. Bühler fa il suo debutto in maglia rossocrociata il 28 febbraio, nel primo incontro del gruppo A nella fase a gironi, quello perso con l'Italia per 3-0.
In seguito il Voss-Tecklenburg la convoca con continuità nel corso delle qualificazioni al Mondiale di Francia 2019, con la Svizzera che non riesce a bissare la qualificazione al suo primo Mondiale, quello di canada 2015, e all'edizione 2019 dell'Algarve Cup, con la squadra che perde per 2-0 la finalina per il settimo posto con la Spagna.
Con l'arrivo del danese Nils Nielsen sulla panchina della Svizzera, la fiducia nel difensore rimane immutata, continuando ad essere regolarmente convocata in occasione della fase di qualificazione, gruppo H, all'Europeo di Inghilterra 2022.
L'anno dopo è una delle 23 giocatrici selezionate da Inka Grings per partecipare al Mondiale di Australia e Nuova Zelanda 2023. Con la Svizzera ha giocato titolare solo la prima partita d'esordio contro le Filippine vincendo 2-0. In seguito la squadra è riuscita ad arrivare agli ottavi di finale venendo sconfitta dalla Spagna con il risultato di 5-1 per le poi future campionesse del mondo. Bühler per colpa di un infortunio ha saltato le due partite dei gironi e l'ottavo di finale.

## Statistiche

### Presenze e reti nei club
Statistiche (parziali) aggiornate al 1° giugno 2025.
| Stagione          | Squadra           | Campionato        | Campionato | Campionato | Coppe nazionali | Coppe nazionali | Coppe nazionali | Coppe internazionali | Coppe internazionali | Coppe internazionali | Altre coppe | Altre coppe | Altre coppe | Totale | Totale |
| Stagione          | Squadra           | Comp              | Pres       | Reti       | Comp            | Pres            | Reti            | Comp                 | Pres                 | Reti                 | Comp        | Pres        | Reti        | Pres   | Reti   |
| ----------------- | ----------------- | ----------------- | ---------- | ---------- | --------------- | --------------- | --------------- | -------------------- | -------------------- | -------------------- | ----------- | ----------- | ----------- | ------ | ------ |
| 2018-2019         | Hoffenheim        | FB                | 18         | 1          | CG              | 4               | 0               |                      | -                    | -                    | -           | -           | -           | 22     | 1      |
| 2019-2020         | Hoffenheim        | FB                | 13         | 2          | CG              | 1               | 0               |                      | -                    | -                    | -           | -           | -           | 14     | 2      |
| 2020-2021         | Hoffenheim        | FB                | 18         | 1          | CG              | 2               | 0               |                      | -                    | -                    | -           | -           | -           | 20     | 1      |
| 2021-2022         | Hoffenheim        | FB                | 10         | 1          | CG              | 1               | 0               | UWCL                 | 8                    | 1                    | -           | -           | -           | 19     | 2      |
| Totale Hoffenheim | Totale Hoffenheim | Totale Hoffenheim | 59         | 5          | -               | 8               | 0               | -                    | 8                    | 1                    | -           | -           | -           | 75     | 6      |
| 2023-2024         | Tottenham         | WSL               | 16         | 0          | CI              | 4               | 0               | -                    | -                    | -                    | LC          | 1           | 0           | 21     | 0      |
| 2024-2025         | Tottenham         | WSL               | 6          | 0          | CI              | 1               | 0               | -                    | -                    | -                    | LC          | 2           | 1           | 9      | 1      |
| Totale Tottenham  | Totale Tottenham  | Totale Tottenham  | 22         | 0          | -               | 5               | 0               | -                    | -                    | -                    | -           | 3           | 1           | 30     | 1      |
| Totale carriera   | Totale carriera   | Totale carriera   | 81+        | 5+         | -               | 13+             | 0               | -                    | 8                    | 1                    | -           | 3+          | 1           | 105+   | 7+     |

## Palmarès

### Club
- Campionato svizzero: 1

Zurigo: 2017-2018
- Coppa Svizzera: 1

Zurigo: 2017-2018